# Tapia de Casariego
Tapia de Casariego (Tapia de Casarego en asturien) est une commune (concejo aux Asturies) située dans la communauté autonome des Asturies en Espagne. Elle est bordée au nord par la mer Cantabrique, à l'est par la municipalité d'El Franco, et au sud et à l'ouest par la municipalité de Castropol. Sa superficie est de 65,99 km² et, selon l'INE 2023, sa population est de 3 652 habitants, dont environ 2 200 vivent dans la paroisse civile. 
C'est l'une des communes où l'on parle l'éonavien ou le galicien-asturien. 
Le port de mer de Tapia de Casariego et les grandes plages qui l'entourent en font une destination touristique prisée. 

## Géographie
Située dans la région Eo-Navia, à 19 mètres au-dessus du niveau de la mer, la commune se trouve à 129 kilomètres d'Oviedo. Son relief présente des altitudes assez douces et peu de pentes, avec deux zones bien distinctes séparées par la route de Figueras à Lagar (Castropol). Dans la partie méridionale de cette route, on trouve la chaîne d'Acevedo et les montagnes de Candaosa, avec des hauteurs mineures, parmi lesquelles se distingue la colline de Las Cruces, qui culmine à 396 mètres. Au nord, on trouve une vaste et fructueuse plaine côtière. Le littoral est fortement battu par les vagues de la mer, avec plusieurs petites falaises et îlots. Ses plages sont très différentes, avec du sable fin dans la partie ouest de la capitale. La partie orientale de la ville est dominée par des côtes rocheuses difficiles d'accès.
Le climat est de type océanique, les températures maximales et minimales étant fortement tempérées par l'influence de la mer. La température moyenne estivale est de 20,5 °C au maximum et de 14,4 °C au minimum, tandis que les températures hivernales sont respectivement de 10,5 °C et de 5,3 °C. Les précipitations annuelles moyennes sont d'environ 900 mm, l'une des plus faibles des Asturies. Une caractéristique de Tapia, comme pour de nombreuses autres localités de la principauté, c'est la fréquence importante de la brume marine. 

### Paroisses
La commune est divisée en quatre paroisses civiles : 
- Tapia de Casariego (chef-lieu),
- Campos y Salave,
- La Roda
- Serantes.

## Histoire
Onze forts de la culture des castros des peuples Egovarres subsistent à Tapia. Il est probable que la densité de l'habitat dans la région soit due à la présence de mines avant et pendant l'occupation romaine.
Au Moyen Âge, la population s'est installée autour des monastères de San Martín et de San Esteban, jusqu'en 1154, date à laquelle Alphonse VII a cédé le territoire à l'évêché d'Oviedo. Dès la fin du Moyen Âge, la commune avait une certaine importance en matière de pêche, tout en étant un lieu de passage pour les pèlerins sur le Camino de Santiago (chemin de Saint-Jacques).
En 1580, le désamortissement effectué sur ordre de Philippe II a entraîné l'indépendance de Tapia et de Salave vis-à-vis du pouvoir ecclésiastique. Cependant, ce n'est qu'en 1863, lorsque plusieurs paroisses des conseils de Castropol et d'El Franco se sont séparées que Tapia est devenue une municipalité autonome, indépendante de Castropol. Fernando Fernández de Casariego, marquis de Casariego, a été le principal instigateur de la création de la nouvelle commune. En guise de reconnaissance et d'appréciation, le conseil de Tapia a complété son nom en "Tapia de Casariego". Par la suite, elle a connu un développement industriel important, qui a toutefois cédé la place aux loisirs et au tourisme. 

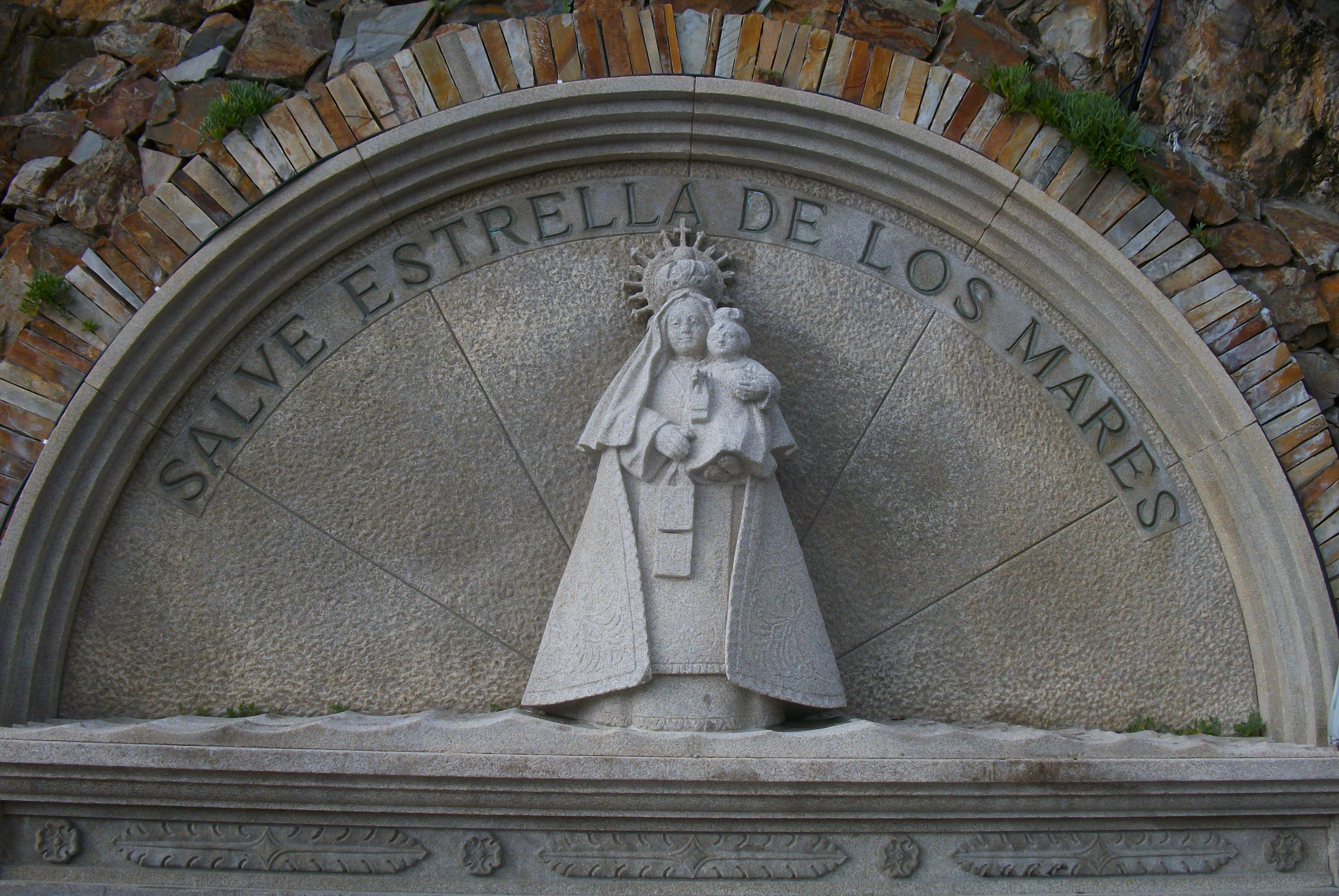
Statue de granite de Notre-Dame du Mont-Carmel sur le port de la ville.

## Religion
La sainte patronne de la ville est Notre-Dame du Mont-Carmel (également choisie comme sainte patronne des marins). Le 16 juillet, une grande procession a lieu dans la ville et en mer. Une statue de granite a été installée en 2009 sur le port de la ville.

## Sites et monuments
- Le port de pêche de Tapia de Casariego ;
- L'ermitage de San Blas, XVe-XVIe siècle ;
- L'ermitage de San Lorenzo, XIXe siècle ;
- L'église paroissiale de Salave ;
- L'église Saint-André (de San Andrés) à Serantes ;
- Le sanctuaire de Santa María del Monte à La Roda ;
- Le palais de Campos ou la maison (casona) de los Magdalena à Campos ;
- Le palais de Cancio du XVIe siècle ;
- Le palais de Villaamil, capitaine de la marine espagnole et inventeur, à Serantes.

## Galerie

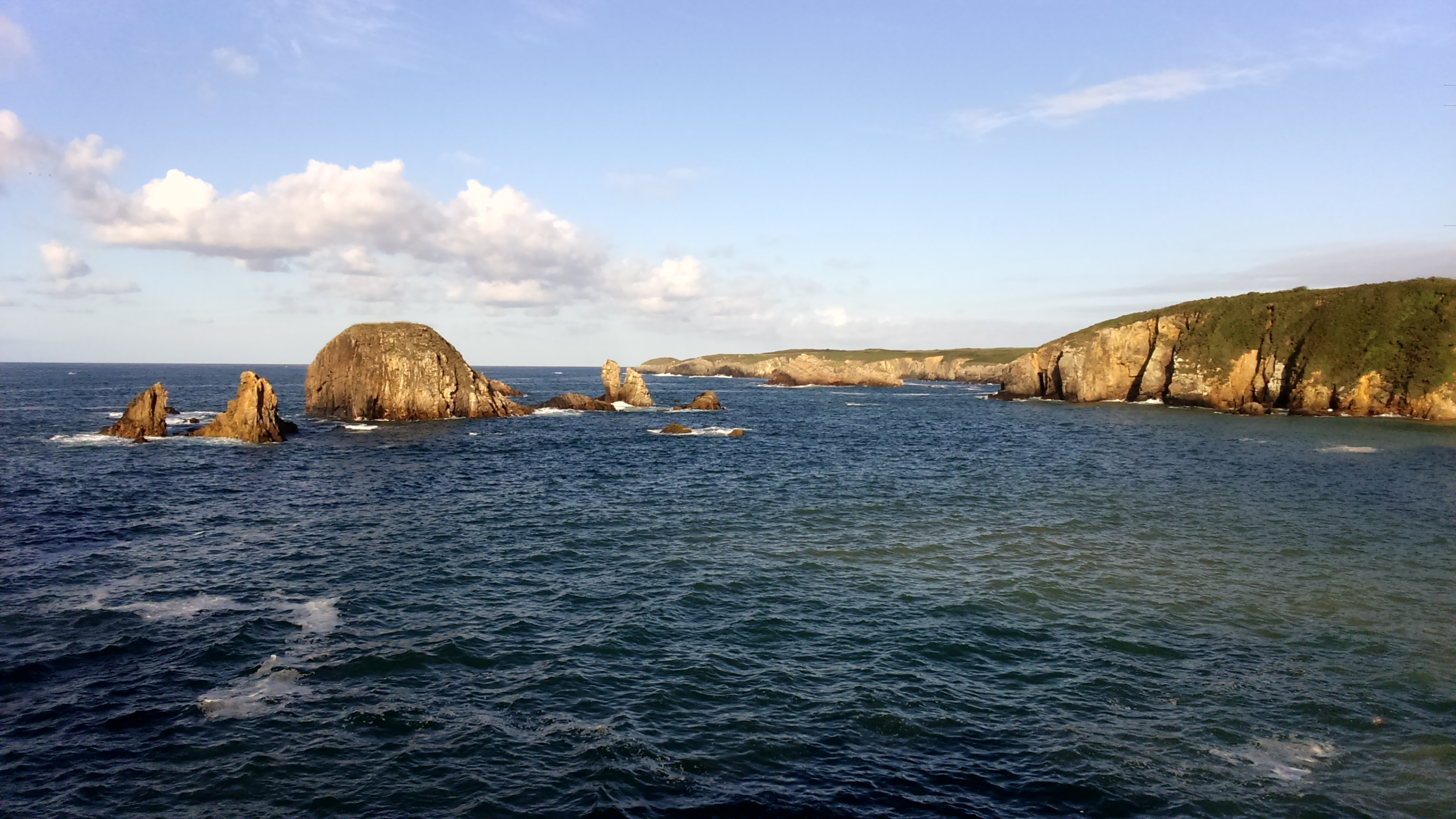
La côte de falaises à Tapia de Casariego.
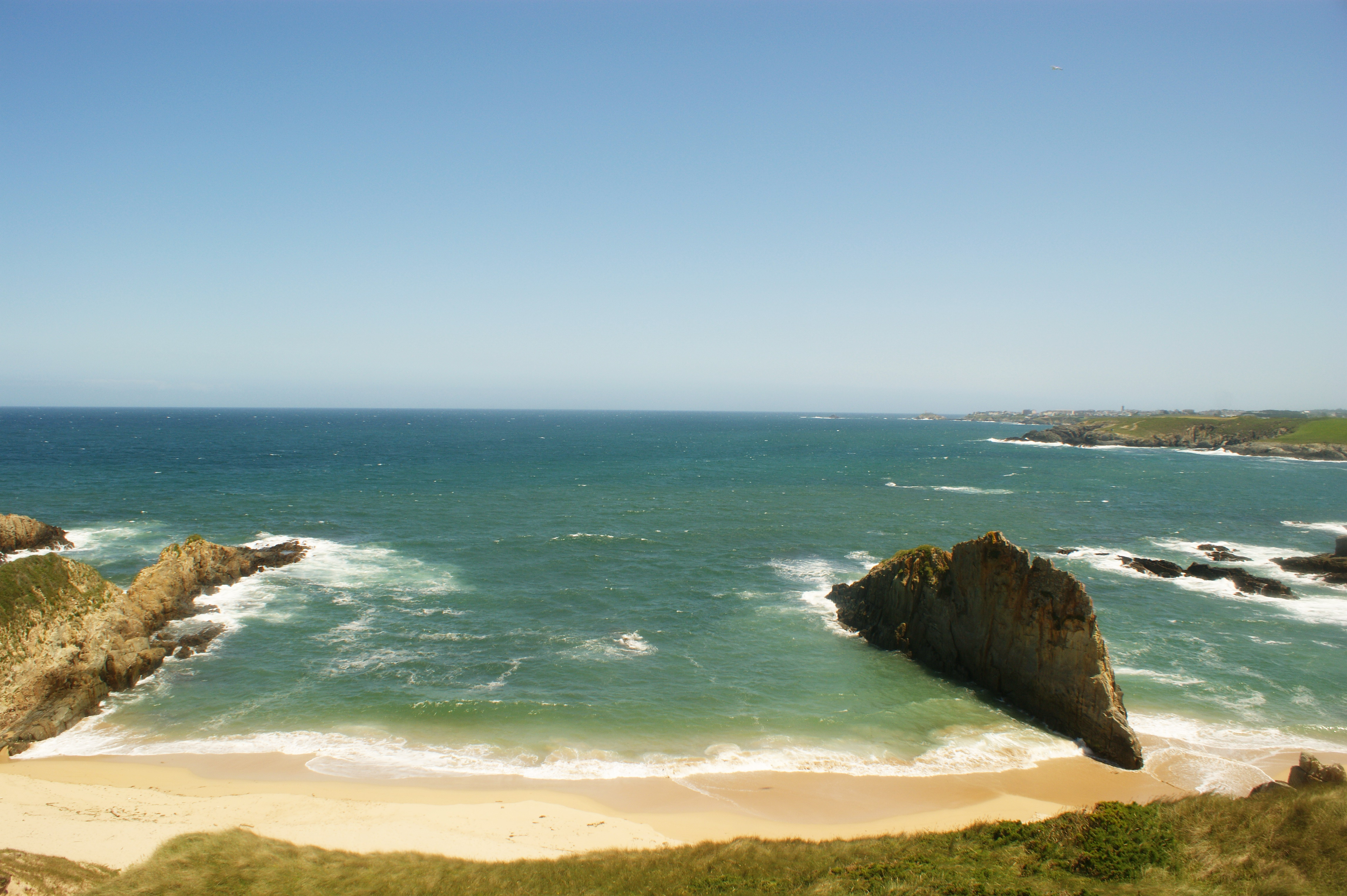
La plage de Mexota.
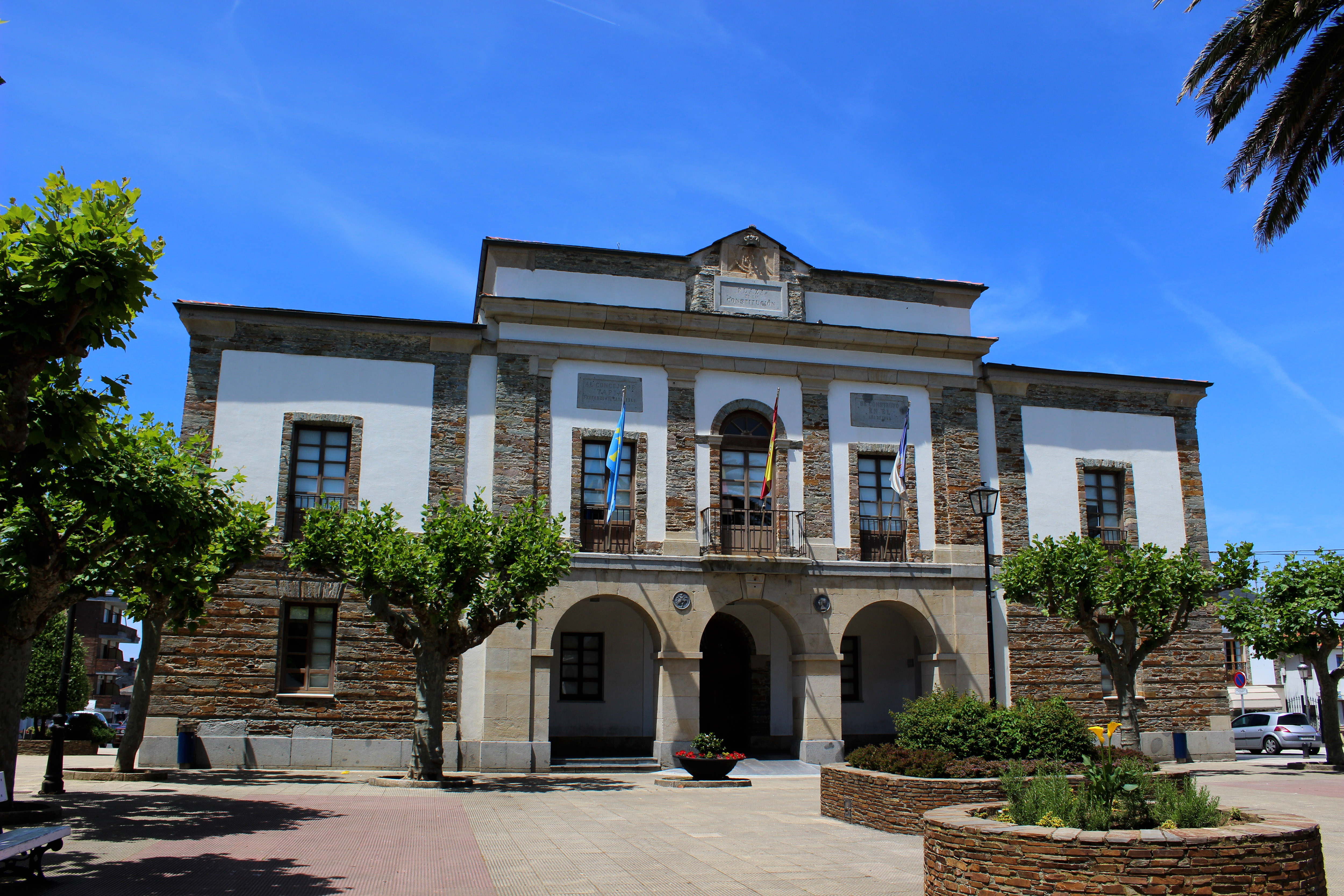
La mairie de Tapia de Casariego.
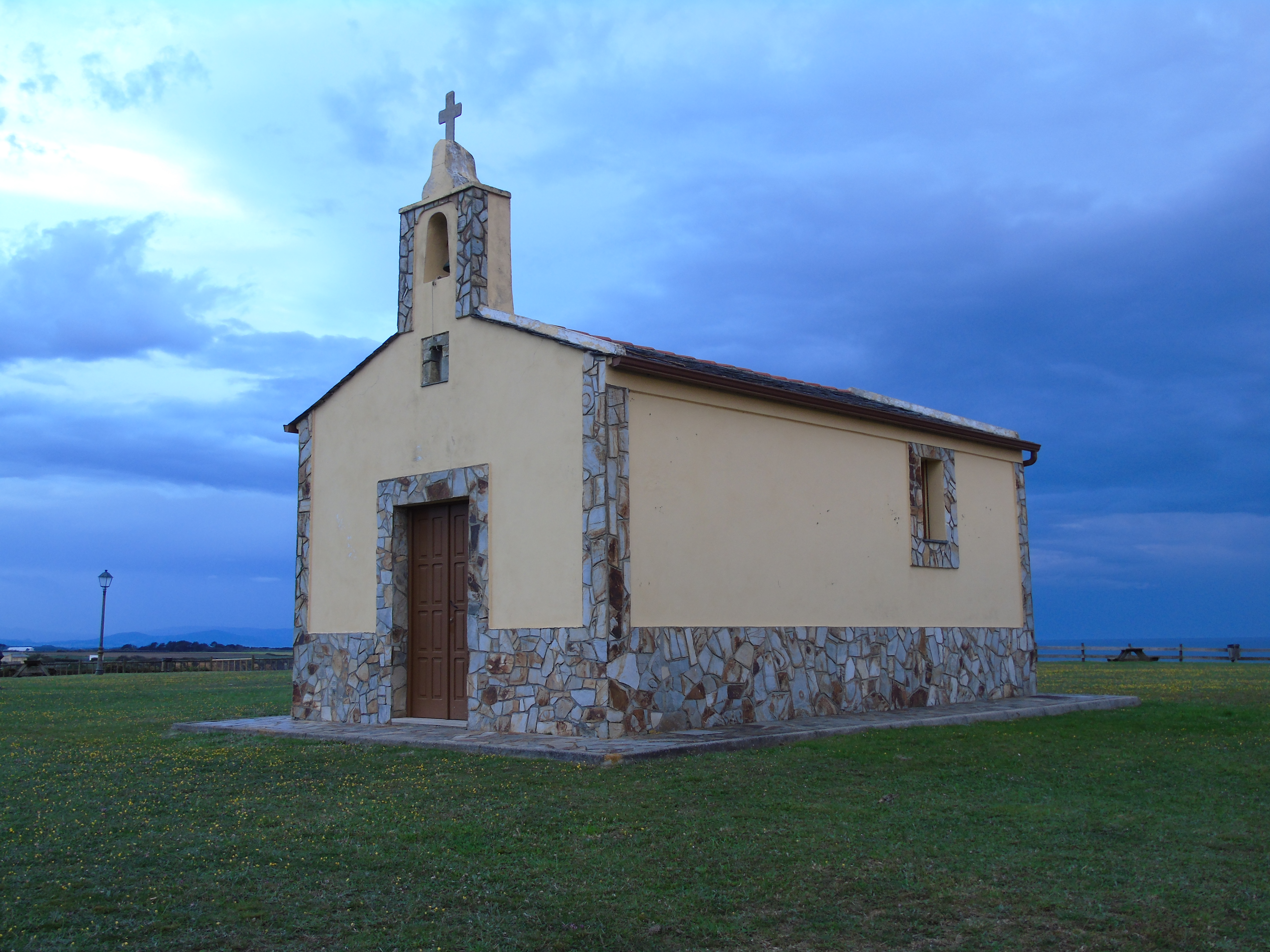
L'ermitage de San Lorenzo.
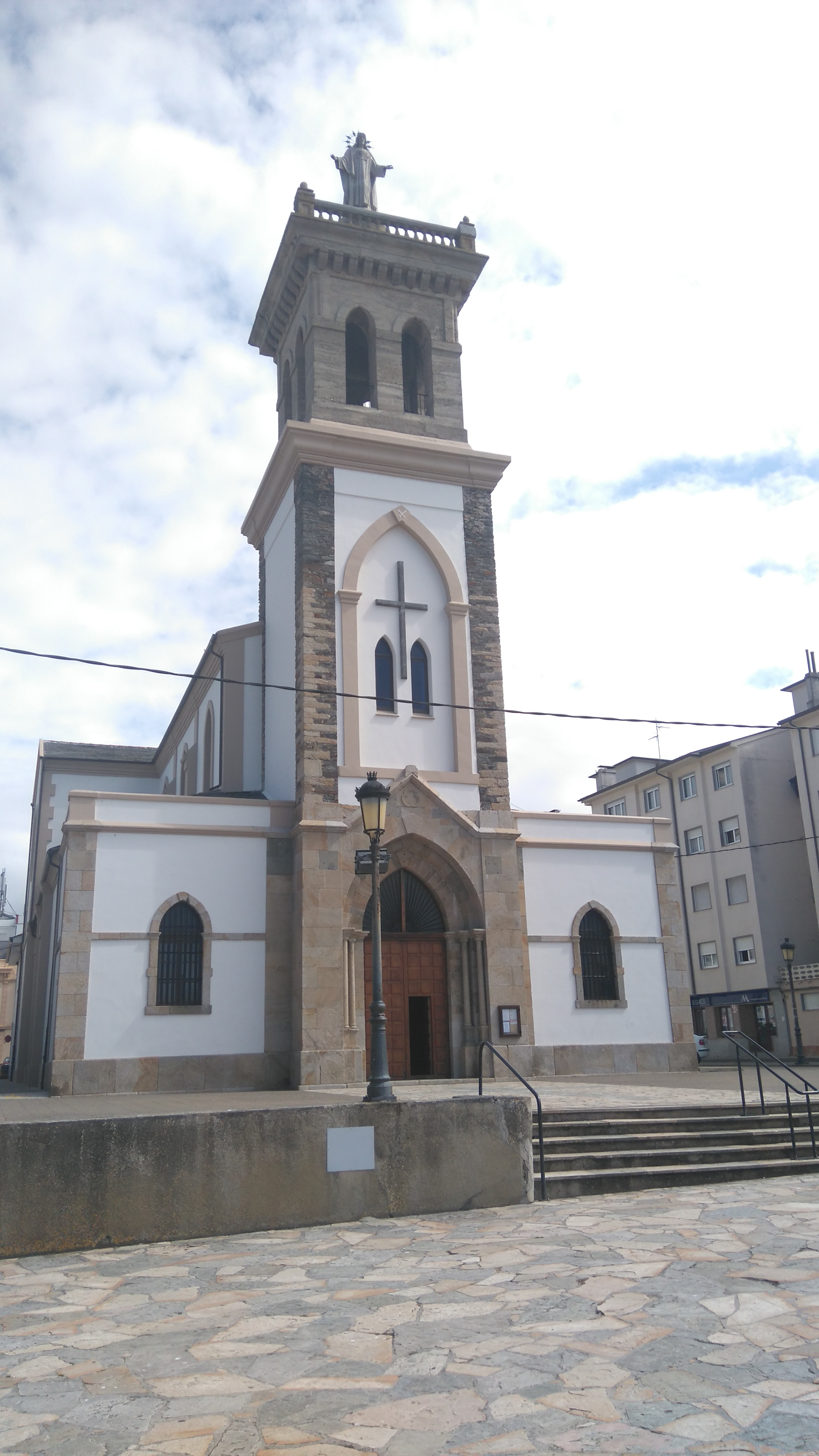
L'église Saint-Étienne (de San Esteban), Tapia de Casariego.
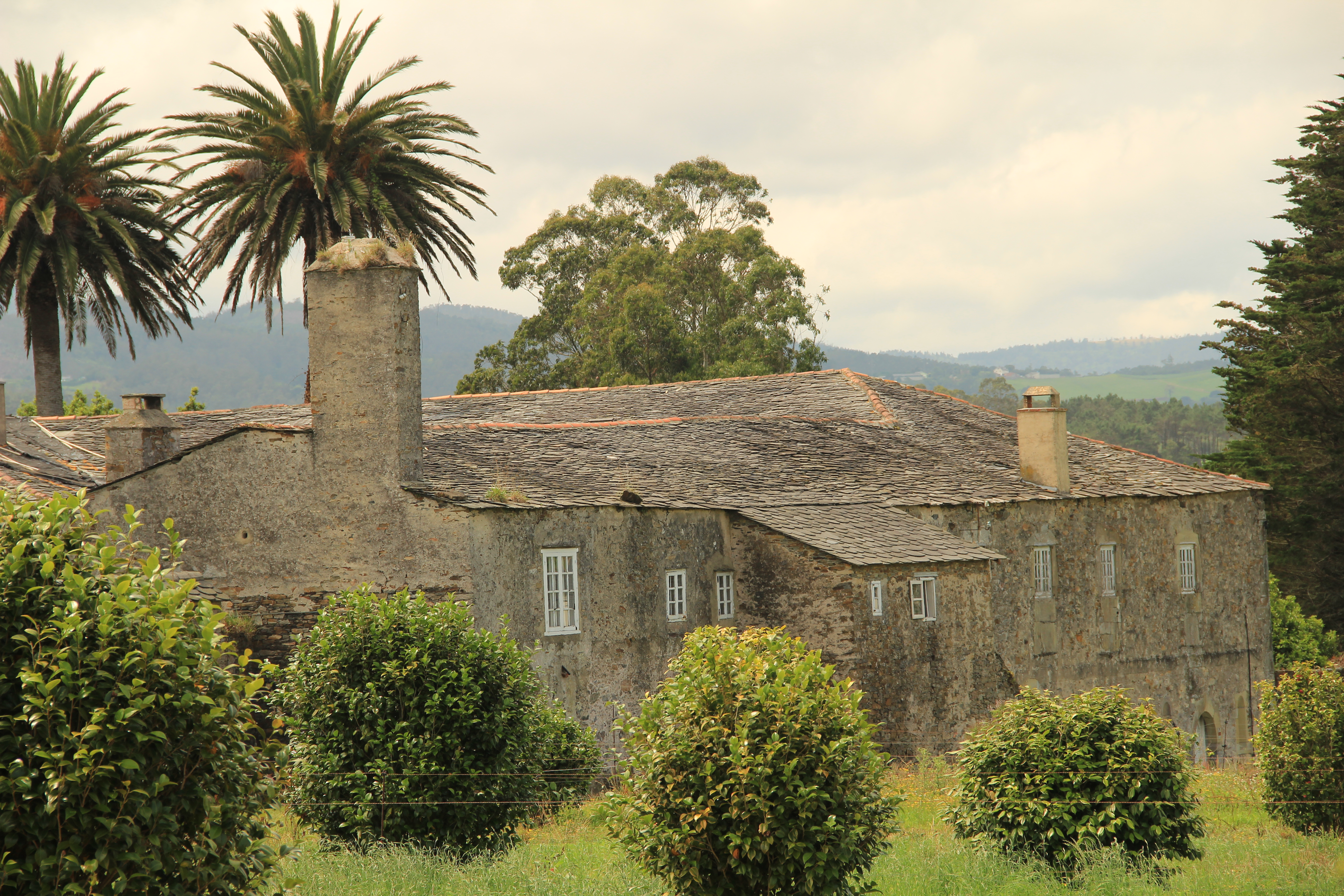
Le palais de Campos.